# Friedrich Flick

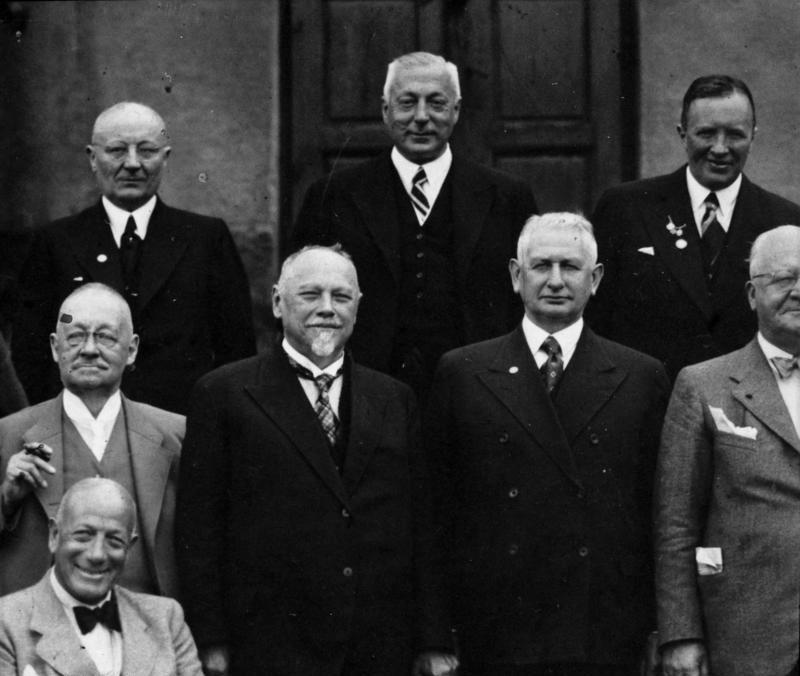
Friedrich Flick z członkami Zarządu i Rady Nadzorczej Maxhütte (1937). W górnym rzędzie od lewej: Hans Krugmann Karl Raabe, Hermann Terberger; dolnym rzędzie od lewej: Konsul Heinrich von Stein, Eugen Böhringer, Friedrich Flick, Carl Schneider; siedzi: Robert Röchling

Friedrich Flick (ur. 10 lipca 1883 w Ernsdorf w Westfalii, zm. 20 lipca 1972 w Konstancji) – niemiecki przemysłowiec zwany królem Zagłębia Ruhry oraz zbrodniarz nazistowski. Zgromadził w ciągu życia dwie fortuny – jedną przed II wojną światową poprzez powiązania z nazistami, drugą w okresie powojennym.

## Życiorys

### Kariera
Syn rolnika, do szkoły uczęszczał w Siegen. Po studiach w Handelshochschule Köln (dziś Uniwersytet w Kolonii), ukończonych w 1906 r., pracował w Bremer Hütte, od 1 lipca 1913 stał się członkiem zarządu Menden und Schwerte w Zagłębiu Ruhry, skąd odszedł na własną prośbę 31 marca 1915. Jego kariera na dobre rozpoczęła się gdy został członkiem zarządu w Charlottenhütte w Niederschelden, a następnie po sukcesach ekonomicznych związanych z dostawami dla armii podczas I wojny światowej, w 1917 został dyrektorem generalnym firmy. Zakupił akcje największego przedsiębiorstwa hutniczego w Niemczech, Zjednoczenia Zakładów Stalowych (Vereinigte Stahlwerke AG) i z początkiem lat 30 XX w. przejął kontrolę nad nimi. Zarzuca mu się, że w okresie wielkiego kryzysu manipulował cenami akcji, co pozwoliło mu sprzedać je po trzykrotnie zawyżonej cenie w stosunku do wartości rynkowej. Stał się w ten sposób właścicielem przemysłowego imperium, obejmującego m.in. przemysł hutniczy i górniczy, odlewnie, huty żelaza, zakłady chemiczne. Jego majątek szacowano na 1 mld dolarów.

### Powiązania z nazistami
Był członkiem Niemieckiej Partii Ludowej, z której wystąpił podczas wielkiego kryzysu. Jak wielu przemysłowców, finansował szereg partii politycznych, z czasem na wyraźną korzyść partii nazistowskiej. W 1932 przekazał 50 tys. marek ruchowi nazistowskiemu w formie politycznego ubezpieczenia w razie ich dojścia do władzy, jednak ponad 20-krotnie większą sumę przekazał na kampanię wyborczą dotychczasowego prezydenta, Paula von Hindenburga, wspierając również partię liberalną i katolicką. Jesienią 1932 Adolf Hitler przedstawił swój plan rozwoju przemysłu zbrojeniowego, wiele obiecując metalurgicznym, maszynowym i bankowym potentatom. Zainteresowany współpracą był nie tylko koncern Flicka, ale też firma Siemens czy bankier Kurt von Schröder. Razem z innymi niemieckimi przemysłowcami utworzyli wtedy Freundeskreis der Wirtschaft odpowiedzialny za sfinansowanie dojścia do władzy nazistów. Już w grudniu 1933 Flick wiedział, że jego zakłady w Lipsku przestawione będą na produkcję lotniczą, zgodnie z postanowieniem Hitlera o rozbudowie Luftwaffe. Na wiosnę 1934 Flick otrzymał pierwsze zamówienie od wojsk lądowych, niedługo potem od dowództwa marynarki wojennej. Flick w 1933 zwiększył wsparcie finansowe dla nazistów i w ciągu następnych 10 lat przekazał NSDAP 7 mln marek. Jako członek koła przyjaciół Heinricha Himmlera, dofinansowywał działalność SS w latach 1936–1944 sumą 100 tys. marek rocznie. W 1937 oficjalnie wstąpił do NSDAP i otrzymał stanowisko Wehrwirtschaftsführera (pol. Lider przemysłu obronnego), a jego fabryki zatrudniały wówczas 85 tys. osób. Pozostawał w przyjaznych stosunkach z Göringiem, co pozwalało mu, korzystając z wprowadzonych przepisów o „uaryjnianiu” przemysłu, wykupywać po zaniżonych cenach należące do niemieckich Żydów stalownie, huty i kopalnie. W 1938 przepisał na Göringa 1/3 udziałów kopalni Harpener Bergbau AG, w zamian za co przejął poddane „aryzacji” kopalnie Anhaltische Kohlenwerke-Werschen Weissenfelser AG czesko-żydowskiej rodziny Petschek.
W 1944 koncern Flicka, składający się z 132 zakładów, zatrudniał około 120 tysięcy pracowników, z czego 40–60 tys. stanowili więźniowie obozów koncentracyjnych, robotnicy przymusowi i jeńcy wojenni. Ocalałe dokumenty wykazują, że warunki w zakładach Flicka były wyjątkowo ciężkie: chronicznie niedożywieni robotnicy pracowali ponad 12 godzin dziennie, przetrzymywano ich w prymitywnie wyposażonych barakach, byli regularnie bici i maltretowani; wielu z nich chorowało na gruźlicę. W tym czasie majątek Flicka oceniano na 2–3 mld marek – stał się najbogatszym obywatelem III Rzeszy. Jego interesy koncentrowały się głównie w centralnych Niemczech i Zagłębiu Ruhry, ale również na terenie okupowanej Francji i Związku Radzieckiego.

### Proces
Sądzony w 1947 w procesie Flicka (piąty z 12 procesów norymberskich) przed amerykańskimi trybunałami wojskowymi po zakończeniu procesu głównych zbrodniarzy wojennych przed Międzynarodowym Trybunałem Wojskowym w Norymberdze wraz z pięcioma współpracownikami (Otto Steinbrinck, Bernhard Weiss, Konrad Kaletsch, Hermann Terberger i Odilo Burkart), został skazany na 7 lat więzienia jako winny zatrudnianiu do niewolniczej pracy, rabunkom na terytoriach okupowanych przez Niemcy i wspieraniu SS. Flick nie uznał wyroku, a sędziom zarzucił, że obrażają niemieckich przemysłowców: „Żadna spośród wielu osób, które znają mnie i moich współoskarżonych, nie zechce uwierzyć, że jesteśmy winni zbrodniom przeciw ludzkości, i nikt nam nie zarzuci, że jesteśmy kryminalistami”. Flick poczuwał się za niewinnego i nie zgadzał się z wyrokiem. W swoim postępowaniu widział działanie w stanie wyższej konieczności. Jako jedyny przemysłowiec złożył odwołanie od wyroku. 25 lutego 1950 został zwolniony z zakładu karnego w Landsbergu. Do stycznia 1951 wszyscy niemieccy przemysłowcy skazani za zbrodnie wojenne, w tym Flick, zostali uwolnieni aktem łaski wydanym przez amerykańskiego Wysokiego Komisarza Niemiec Johna J. McCloya.

### Lata powojenne
Grupa kapitałowa Flicka po wojnie w połowie znajdowała się na terytorium NRD i uległa tam nacjonalizacji, pozostała część była zaś w 90% własnością jego synów i tylko w 10% jego samego, przez co uniknął procesu dekoncentracji dużych firm. Imperium zostało szybko odbudowane i już w 1955 w jego skład wchodziło ponad 100 firm o rocznych obrotach przekraczających 2 mld dolarów (m.in. 40% akcji Daimler-Benz, udziały w Feldmühle, Dynamit Nobel, Buderus i KraussMaffei; fabryki papieru, chemiczne, włókien syntetycznych). Według niektórych danych Flick miał być najbogatszym człowiekiem w powojennych Niemczech i piątą osobą na liście najbogatszych ludzi świata. Mimo to konsekwentnie odmawiał wypłacenia jakichkolwiek odszkodowań. W tym czasie 1300 węgierskich Żydówek, które w czasie wojny były robotnicami przymusowymi w fabrykach Flicka, wystąpiło pod jego adresem z roszczeniami odszkodowawczymi w wysokości 6,5 mln marek, jednakże w 1968 firma Flicka, Dynamit Nobel AG złożyła oświadczenie, iż „w obecnym kontekście dr Flick nie znajduje humanitarnych ani moralnych powodów ze strony Dynamit Nobel AG lub Flick Gruppe do wypłacenia odszkodowań na rzecz Konferencji Roszczeń” (Konferencja Żydowskich Roszczeń Materialnych wobec Niemiec). Dopiero w 1986 – 14 lat po śmierci Flicka – gdy jego koncern został kupiony przez Deutsche Bank, pieniądze zostały przekazane poszkodowanym.
Flick zmarł 20 lipca 1972 w Konstancji. Jego najmłodszy syn, Friedrich Karl, odziedziczył imperium liczące 300 tys. pracowników w 330 spółkach o łącznych obrotach w wysokości około 18 mld marek.

## Spadkobiercy
Spadkobiercy Friedricha Flicka należą do najbogatszych rodzin w Niemczech. Fortuna jego syna Friedricha Karla oceniana bywa na 5 miliardów euro.
Na początku lat 80 XX w. Flick Gruppe była największym producentem papieru w Niemczech, udziałowcem w przemyśle chemicznym i stalowym oraz właścicielem jednej z największych firm ubezpieczeniowych w Europie. Inwestowała również za granicami Niemiec, posiadając poważne udziały w amerykańskiej korporacji chemicznej i handlu detalicznego W.R. Grace Company. Przez wiele lat Flick Gruppe była największą firmą rodzinną w Niemczech. W 1985 jedyny właściciel, Friedrich Karl Flick, sprzedał ją za 3 mld dolarów Deutsche Bank AG. Zagraniczne przedsiębiorstwa zostały zbyte oddzielnie, pozostał natomiast trzon korporacji działający w przemyśle, pod nową nazwą Feldmühle Nobel AG; z czasem Feldmühle została również nabyta przez inne firmy.